# 요코타 마사토시
요코타 마사토시(일본어: 横田 正俊, 1899년 1월 11일~1984년 7월 1일)는 일본의 재판관이다.

## 생애
훗날 대심원장이 되는 요코타 히데오가 하코다테공소원 판사로 일하던 1899년 1월에 태어났다. 가쿠슈인을 거쳐 제일고등학교에 입학했는데 고교 시절 검도부에서 활약하여 검도 4단이 되었다. 1923년 3월 도쿄제국대학(현 도쿄 대학) 법학부를 졸업한 뒤 5월에 사법관시보가 되었다. 1925년 3월 도쿄지방재판소 예비판사가 되었고 1926년 7월 정식 판사가 되었다. 이후 도쿄공소원 판사 등을 거쳐 1943년 3월 고후지방재판소장이 되었다. 1946년엔 대심원 판사가 되었지만 다음 해 대심원이 폐지되자 도쿄고등재판소 판사로 발령났다.
1947년 7월 공정거래위원회 위원이 되었고 1952년 2월엔 위원장이 되어 1958년 3월까지 재직했다. 퇴직 후 다시 재판관으로 돌아가 최고재판소 사무총장이 되었다. 사무총장으로서 재판관의 보수 인상을 위해 노력했다. 그후 1960년 5월에 도쿄고등재판소 장관, 1962년 2월에 최고재판소 재판관이 되었고 1966년 8월엔 최고재판소 장관으로 취임했다. 친임식이 나스정의 별장에서 거행됐는데 현재까지 고쿄가 아닌 곳에서 친임식을 치른 유일한 장관이다.
취임 기자회견 때 공소를 촉진하겠다고 밝혔으며 취임 후 고등재판소 장관·지방재판소장 회합 때도 같은 취지의 훈시를 했다. 일반적으로 최고재판소 장관은 사법행정이나 외부의 공식 행사 때문에 일이 번잡하여 소법정 사건에는 관여하지 않지만 요코타는 장관이 된 뒤에도 소속되어 있던 제3소법정의 사건 처리에 힘을 쏟았다. 훗날 요코타는 "당시 제3소법정엔 많은 사건이 계류되어 있었다. 서면심리뿐이므로 서류를 보면 눈이 아팠지만 이것도 장관의 중요한 일이라고 생각해 열심히 했다"라고 담담히 말했다.
재판에서도 사법행정에서도 유연한 자세를 보여 관공서 노동자 쟁의권 문제에 관해 형사처벌에 반대했으며 삿포로지방재판소에서 소장이 재판에 개입한 문제가 발생했을 때도 온건한 입장을 보였다. 한편 재판소 내에서 플래카드를 걸거나 집회를 여는 것을 규제하는 「재판소 청사 관리 규정」을 제정하기도 했다. 1968년 「최고재판소 수석조사관에 관한 규칙」을 제정해 최고재판소 수석조사관 제도를 창설했다.
1969년 1월 정년 퇴임한 이후에 최고재판소가 관공서 노동자 쟁의권에 대해 형사처벌하기로 하자 유감이라며 아쉬움을 토로했다. 같은 해 4월 훈1등 욱일대수장을 수훈했다.
1984년 7월 향년 85세로 사망했다. 사후에 종2위에 추서됐다. 다음 해에 공익재단법인 공정거래협회에서 경쟁법을 중심으로 경제법학의 진흥을 꾀하고자 우수한 논문을 쓴 경제법 분야의 젊은 연구자들에게 요코타 마사토시 기념상을 시상하고 있다.

## 참고 문헌
- 野村二郎 (1986). 《最高裁全裁判官：人と判決》 (일본어). 三省堂. ISBN 9784385320403.
- 野村二郎 (2004). 《日本の裁判史を読む事典》 (일본어). 自由国民社. ISBN 9784426221126.
- 山本祐司 (1997). 《最高裁物語（上）》 (일본어). 講談社+α文庫. ISBN 9784062561921.
- 野村二郎 (1994). 《日本の裁判官》 (일본어). 講談社現代新書. ISBN 9784061491953.

| 전임 나카야마 기쿠마쓰 | 제2·3·4대 공정거래위원장 1952년 2월 4일~1958년 3월 25일 | 후임 나가누마 고키 |

| 전임 요코타 기사부로 | 제4대 최고재판소 장관 1966년 8월 6일~1969년 1월 10일 | 후임 이시다 가즈토 |